# Праздник на улице 36
«Праздник на улице 36» — второй студийный альбом казахстанского рэп-исполнителя Скриптонита, выпущенный 24 мая 2017 года на лейбле Gazgolder. Приквел альбома «Уроборос: Улица 36 / Зеркала».

## История
Изначально планировалось, что второй альбом Скриптонита выйдет в один день с дебютным альбомом. В интервью изданию Meduza Скриптонит заверил, что практически законченный альбом под названием 3P должен выйти в январе 2016 года, но по определённым причинам альбом так и не появился в заявленный срок. Впоследствии было обнародовано, что второй студийный альбом Скриптонита будет называться «Отель „Эверест“».
4 декабря 2016 года Скриптонит выпускает видеоклип на песню «Витамин», в котором также был представлен отрывок «Напомни».
В интервью сайту The Flow, данном в марте 2017 года, Скриптонит описал свой тогда ещё грядущий второй альбом как «кокаин», в то время как дебют был охарактеризован «алкашом».
За несколько часов до релиза альбома были опубликованы песня «Outro» и двойной видеоклип Скриптонит — «Вечеринка» / Jillzay — «Бар „2 лесбухи“».
24 мая 2017 состоялся релиз альбома Скриптонита «Праздник на улице 36» на площадке iTunes Store. В записи приняли участие коллеги по Jillzay — 104, Niman, Benz, а также Баста и Надя Дорофеева из группы «Время и Стекло».
Презентация альбома состоялась 26 мая 2017 года в клубе A2 в Санкт-Петербурге.

## Оценка и успех альбома
В конце мая 2017 года издание Газета.Ru причислила альбом Скриптонита к лучшим релизам месяца: «Пластинка получилась менее стилистически разнообразной, но при этом собственно определить этот самый стиль по-прежнему не представляется возможным».

Адиль проделал блистательную продюсерскую работу над музыкой, но наибольшее восхищение здесь все равно вызывает голос, в котором соединились азиатская напевность, нерв соула и русское беспризорное отчаяние.— Ярослав Забалуев, Газета.Ru

## Рейтинги
| Год  | Издатель    | Рейтинг                      | Позиция | Прим.  |
| ---- | ----------- | ---------------------------- | ------- | ------ |
| 2017 | The Flow    | Лучшие отечественные альбомы | 7       | [ 11 ] |
| 2017 | Apple Music | 30 лучших альбомов           | 3       | [ 12 ] |
| 2021 | Apple Music | Топ-10 альбомов в России     | 7       | [ 13 ] |

## Список композиций
| №                   | Название                                              | Автор(ы)                  | Длительность |
| ------------------- | ----------------------------------------------------- | ------------------------- | ------------ |
| 1.                  | «Капли вниз по бёдрам» (при уч. Niman)                | Жалелов Niman             | 3:52         |
| 2.                  | «Напомни»                                             | Жалелов                   | 3:21         |
| 3.                  | «104» (скит)                                          | Жалелов 104               | 1:13         |
| 4.                  | «Цепи» (при уч. 104)                                  | Жалелов 104               | 3:27         |
| 5.                  | «Точно не нужно новых»                                | Жалелов                   | 4:05         |
| 6.                  | «Поворот» (при уч. Niman)                             | Жалелов Niman             | 4:04         |
| 7.                  | «Первый» (при уч. Баста)                              | Жалелов Василий Вакуленко | 3:57         |
| 8.                  | «Ага, ну»                                             | Жалелов                   | 3:07         |
| 9.                  | «Вечеринка» (другая версия)                           | Жалелов                   | 4:12         |
| 10.                 | «Не забирай меня с пати» (при участии Надя Дорофеева) | Жалелов                   | 3:57         |
| 11.                 | «Темно»                                               | Жалелов                   | 2:50         |
| 12.                 | «Оставь их»                                           | Жалелов                   | 5:10         |
| 13.                 | «Outro» (при уч. 104 и Benz)                          | Жалелов 104 Benz          | 2:33         |
| Общая длительность: | Общая длительность:                                   | Общая длительность:       | 45:48        |